# سيلفانا بوسي
سيلفانا بوسي (23 يوليو 1934 - 10 أغسطس 2020)، كانت ممثلة إيطالية 

## من أعمالها
- الأمريكي (فيلم)
- رسائل إلى جولييت (فيلم)
- السيد ريبلي الموهوب (فيلم)

## روابط خارجية
- سيلفانا بوسي على موقع IMDb (الإنجليزية)
- سيلفانا بوسي على موقع ألو سيني (الفرنسية)
- سيلفانا بوسي على موقع قاعدة بيانات الفيلم (الإنجليزية)
- Silvana Bosi في قاعدة بيانات الأفلام على الإنترنت